# Nesoclopeus
Genre
Nesoclopeus est un genre d'oiseaux de la famille des Rallidae.

## Liste d'espèces
Selon la classification de référence du Congrès ornithologique international (version 3.1, 2012) :
- †Nesoclopeus poecilopterus (Hartlaub, 1866) – Râle à ailes barrées
- Nesoclopeus woodfordi (Ogilvie-Grant, 1889) – Râle de Woodford